# Femöringssläktet
Femöringssläktet (Achimenes) är ett växtsläkte i familjen Gloxiniaväxter från tropiska Amerika. Några odlas som krukväxter i Sverige.